# Lily Tembo
Lily Tembo (Kabwe, 20 de noviembre de 1981 – 14 de septiembre de 2009), conocida profesionalmente como Lily T, fue una música, presentadora de radio y periodista zambiana que fue muy conocida con su álbum de debut de 2004 Lily T.

## Background
Tembo creció en Kabwe y estuvo rodeada de padres melómanos. Su padre tocaba el bongo africano y su madre y hermanas cantaban en la iglesia. Fue al Instituto de Chica Kabulonga de la capital Lusaka y después de esto estudió periodismo en la Evelyn Hone College.
Tembo apareció en el mercado musical en 2004 con su álbum de debut Lily T, lo que inició su carrera y atrajo su atención nacional. Lanzó su segundo álbum en el 2006. La cantante pudo publicar dos álbumes y estaba trabajando para un tercero antes de su muerte. Tembo también fue presentadora de noticias para la 5th FM radio, una estación de radio con sede en Lusaka, Zambia.
Después de ganar un premio, fue reconocida por la BBC de África como una celebridad africana prometedora que se mantuvo fiel a los instrumentos tradicionales.
Después de tener unos "problemas estomacales leves" se le detectó una severa gastritis, Tembo moriría el 14 de septiembre de 2009 a los 27 años.
La hermana de Tembo, Patience, dijo a la prensa: "Tenía gastritis, se enfermó el sábado, comenzó a vomitar mucho y desarrolló anemia. El lunes alrededor de las 19:00 horas, falleció."

## Discografía
- Lily T (2004)
- Osalila (2006)